# Varanus melinus
Varanus melinus (лат.) — вид варанов, эндемичный Индонезии. Принадлежит к подроду Euprepiosaurus, как и мангровый варан.

## Описание
Голова, ноги, спина и хвост ярко-жёлтые. На нижней части шеи имеется чёрный сетчатый рисунок. На хвосте чередуются жёлтые и чёрные полосы, которые к последней трети бледнеют. Язык светло-розовый. Ноздри расположены ближе к кончику морды, чем к глазам. Общая длина этого вида может достигать 80—120 см. Детёныши темнее взрослых, и с возрастом постепенно становятся ярко-жёлтыми. 
Вероятно является эндемиком островов Сула в Индонезии, но, как сообщается, может встречаться и в Банггае. Первоначально сообщалось, что происходит с островов Оби, но это оказался всего лишь промежуточный пункт. Этому виду угрожает разрушение среды обитания и сбор диких животных для торговли.